# Alex Schwazer
Alex Schwazer (* 26. prosince 1984 Sterzing) je italský atlet, který získal na letních olympijských hrách v Pekingu zlatou medaili v chůzi na 50 km.
Na světovém šampionátu v Helsinkách v roce 2005 získal na padesátce v čase 3:41:54 bronzovou medaili. O dva roky později na šampionátu v Ósace vybojoval druhou bronzovou medaili. Na dvacetikilometrové trati skončil na devátém místě. V roce 2008 získal v Pekingu zlatou olympijskou medaili. Cílem prošel v čase 3:37:09, čímž vytvořil nový olympijský rekord. Na mistrovství světa v atletice 2009 v Berlíně závod nedokončil. O rok později došel na mistrovství Evropy v Barceloně v závodě na 20 km do cíle druhý. Po diskvalifikaci původně prvního Rusa Stanislava Jemeljanova mu byl dodatečně udělen titul mistra Evropy.
Krátce před olympijskými hrami v Londýně v roce 2012 byl kvůli dopingovému nálezu vyřazen z italské výpravy. Vzápětí přiznal užívání krevního dopingu v období od 13. do 19. července 2012. Za porušení dopingových pravidel dostal zákaz startů na 3,5 roku.